# ذبيانة (اسم)
ذبيانة هو اسم علم مؤنث من أصل عربي، ومعناه هو من الفعل نظر، وهو بصيغة مبالغة من ناظر وهي المثيلة الشبيهة المقابلة المساوية، البصيرة.

## وصلات خارجية
- موسوعة السلطان قابوس لأسماء العرب نسخة محفوظة 5 أبريل 2019 على موقع واي باك مشين.